# Lekplatsen (bok)
Lekplatsen (The Playground), är en roman av den tyske pseudonymen Thomas Sanders från 2003 som utger sig för att vara dokumentär men har avslöjats som fiktiv. 

## Handling
Boken skildrar hur Sanders tillsammans med åtta andra fallskärmsjägarsoldater ur tyska Bundeswehr under två års tid specialutbildades i USA. Då utbildningen var genomförd satte man upp specialstyrkan Elitkommando ost.

## Utgåvor på svenska
- 2003 - ISBN 91-37-12348-3
- 2004 - ISBN 91-7001-156-7